# Lagoptera orbifera
Lagoptera orbifera är en fjärilsart som beskrevs av Walker 1858. Lagoptera orbifera ingår i släktet Lagoptera och familjen nattflyn. Inga underarter finns listade i Catalogue of Life.

## Bildgalleri

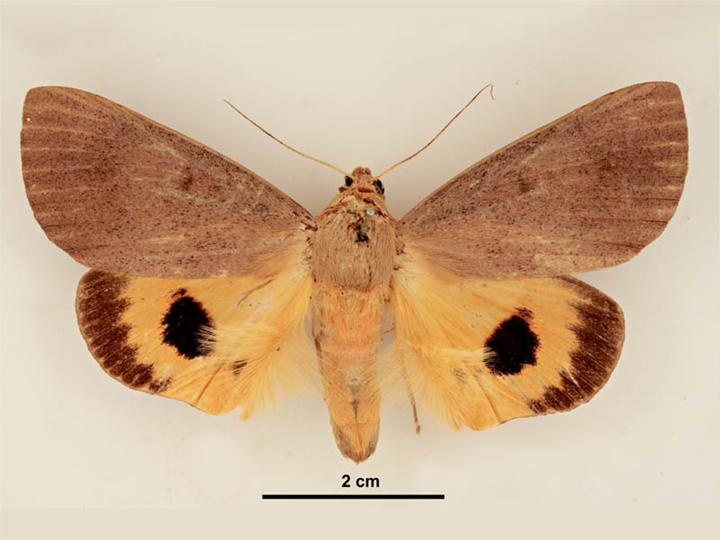
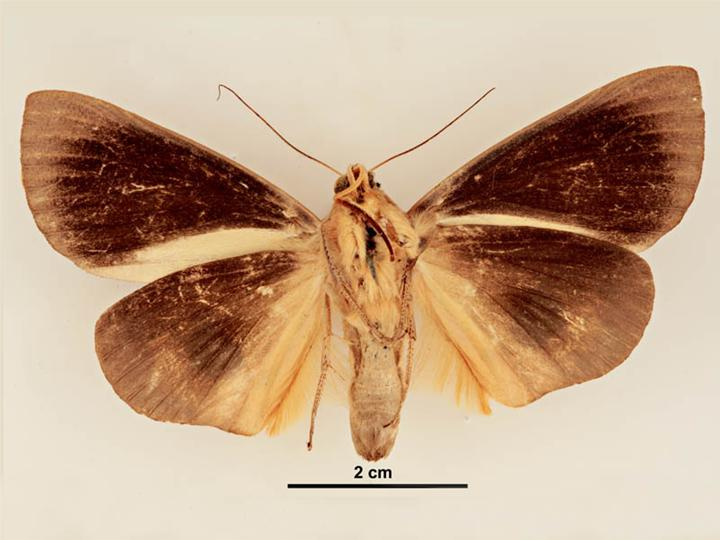